# Lierna (sedia)
Lierna è una sedia progettata dai designer italiani Achille Castiglioni e Pier Giacomo Castiglioni nel 1959 a Lierna, realizzata per Cassina.
(Achille Castiglioni)

## Descrizione
La sedia Lierna, il cui nome è in omaggio alla località sul lago di Como, ha una struttura in legno massello laccato e sedile imbottito rivestito in pelle o tessuto ed è uno pezzi storici del design italiano. Anche se realizzata in legno massello la sedia risulta essere molto leggera.
Il progetto della sedia Lierna è molto pulito, la seduta è pragmatica, rappresenta una riflessione sui modelli tradizionali, proprio secondo la strada che fu percorsa anche da Giò Ponti.
Uno degli studi chiave che hanno portato alla realizzazione di questa sedia è l'ergonomia. I fratelli Castiglioni commentarono così la sedia Lierna: «È una sedia appositamente pensata come sedile da accostare al tavolo da pranzo. È risultata pertanto con lo schienale piuttosto alto che fa scudo alle spalle del commensale, stretto per facilitare i movimenti di chi serve il pranzo e che ben si addice alla posizione composta delle persone sedute. La sedia è stata studiata da noi per i Cassina, e ci siamo orientati su una sedia leggera con incastri a sezioni ridotte all'essenziale...»

## Produzione
La versione originale, che fu prodotta da Cassina fino al 1960, la produzione poi passò alla Gavina. È oggi oggetto di numerose aste internazionali, mentre è stata realizzata una riedizione recentemente in collaborazione con la Fondazione Castiglioni. La seduta, dallo schienale incurvato, fu pensata già negli anni ’50 come una soluzione innovativa per nuovi modi di sedersi.
Si ispira ad una variante successiva della originale sedia "La Lierna", la sedia "La Irma" (Zanotta, 1979) in cui Achille Castiglioni mantiene lo stesso concetto ma sostituisce al legno il tubolare di acciaio. È dalla sedia Lierna che trae ispirazione anche "La Lara" di Giorgio Cattelan.